# Pristimantis xestus
Pristimantis xestus är en groddjursart som först beskrevs av Lynch 1995.  Pristimantis xestus ingår i släktet Pristimantis och familjen Strabomantidae. IUCN kategoriserar arten globalt som otillräckligt studerad. Inga underarter finns listade i Catalogue of Life.